# Proceedings of the Royal Society
Proceedings of the Royal Society (abrégé Proc. R. Soc. A et B) est le nom de deux journaux scientifiques publiés par la Royal Society. Ces deux journaux ne formaient à l'origine qu'un seul journal, qui fut divisé en deux séries en 1905 :
- la série A  (ISSN 1364-5021 et 1471-2946) publie les articles scientifiques de mathématiques, physique et sciences de l'ingénieur ;
- la série B  (ISSN 0962-8452 et 1471-2954) concerne la recherche en biologie.